# Volley League (herrar)
Volley League är den översta serien i volleyboll för män i Grekland. Ligan bildades 1936 (den har dock haft längre uppehåll och bytt namn sedan dess) och består av 10 lag. Lagen gör upp i seriespel följt av en cup (det vanligaste formatet för volleybollserier på högsta nivå). Vinnaren blir grekisk mästare. Serien organiseras av det grekiska volleybollförbundet ESAP.

## Resultat per år[1]
| Mellan 1936 och 1968 kallades serien Panellīnio Prōtathlīga |                                 |                                 |                                 |              |              |
| 1936 mer information                                        | Panellinios GS                  | -                               | -                               |              |              |
| 1937 mer information                                        | Panellinios GS                  | -                               | -                               |              |              |
| 1938 mer information                                        | EA Patras                       | -                               | -                               |              |              |
| 1939 mer information                                        | Panellinios GS                  | -                               | -                               |              |              |
| 1940 mer information                                        | Panellinios GS                  | -                               | -                               |              |              |
| 1940-43                                                     | Ej genomförd                    | Ej genomförd                    | Ej genomförd                    | Ej genomförd | Ej genomförd |
| 1944 mer information                                        | Panellinios GS                  | -                               | -                               |              |              |
| 1944-60                                                     | Ej genomförd                    | Ej genomförd                    | Ej genomförd                    | Ej genomförd | Ej genomförd |
| 1961 mer information                                        | Panellinios GS                  | Panathinaikos Athlitikos Omilos | AONS Milon                      |              |              |
| 1962 mer information                                        | AONS Milon                      | AO Paukratiou                   | Panathinaikos Athlitikos Omilos |              |              |
| 1963 mer information                                        | Panathinaikos Athlitikos Omilos | AONS Milon                      | Panellinios GS                  |              |              |
| 1964 mer information                                        | AONS Milon                      | Panathinaikos Athlitikos Omilos | AS Ionikos Neas Filadelfeias    |              |              |
| 1965 mer information                                        | Panathinaikos Athlitikos Omilos | AO Paukratiou                   | AS Ionikos Neas Filadelfeias    |              |              |
| 1966 mer information                                        | Panathinaikos Athlitikos Omilos | AO Paukratiou                   | Olympiakos SFP                  |              |              |
| 1967 mer information                                        | Panathinaikos Athlitikos Omilos | Olympiakos SFP                  | -                               |              |              |
| 1968 mer information                                        | Olympiakos SFP                  | Panathinaikos Athlitikos Omilos | Panellinios GS                  |              |              |
| Mellan 1968 och 1990 kallades serien A' Ethnikī             |                                 |                                 |                                 |              |              |
| 1968-69 mer information                                     | Olympiakos SFP                  | Panathinaikos Athlitikos Omilos | AO Paukratiou                   |              |              |
| 1969-70 mer information                                     | Panathinaikos Athlitikos Omilos | Olympiakos SFP                  | AS Ionikos Neas Filadelfeias    |              |              |
| 1970-71 mer information                                     | Panathinaikos Athlitikos Omilos | GS Iraklis                      | AS Ionikos Neas Filadelfeias    |              |              |
| 1971-72 mer information                                     | Panathinaikos Athlitikos Omilos | Olympiakos SFP                  | GS Iraklis                      |              |              |
| 1972-73 mer information                                     | Panathinaikos Athlitikos Omilos | Olympiakos SFP                  | GS Iraklis                      |              |              |
| 1973-74 mer information                                     | Olympiakos SFP                  | Panathinaikos Athlitikos Omilos | GS Iraklis                      |              |              |
| 1974-75 mer information                                     | Panathinaikos Athlitikos Omilos | GS Iraklis                      | Olympiakos SFP                  |              |              |
| 1975-76 mer information                                     | Olympiakos SFP                  | Panathinaikos Athlitikos Omilos | GS Iraklis                      |              |              |
| 1976-77 mer information                                     | Panathinaikos Athlitikos Omilos | Olympiakos SFP                  | GS Iraklis                      |              |              |
| 1977-78 mer information                                     | Olympiakos SFP                  | Panathinaikos Athlitikos Omilos | MGSE Alexandroupolīs            |              |              |
| 1978-79 mer information                                     | Olympiakos SFP                  | Panathinaikos Athlitikos Omilos | GS Iraklis                      |              |              |
| 1979-80 mer information                                     | Olympiakos SFP                  | Panathinaikos Athlitikos Omilos | Aris Thessaloníki               |              |              |
| 1980-81 mer information                                     | Olympiakos SFP                  | Panathinaikos Athlitikos Omilos | GS Iraklis                      |              |              |
| 1981-82 mer information                                     | Panathinaikos Athlitikos Omilos | Olympiakos SFP                  | AO Nereo Veria                  |              |              |
| 1982-83 mer information                                     | Olympiakos SFP                  | Panathinaikos Athlitikos Omilos | Aris Thessaloníki               |              |              |
| 1983-84 mer information                                     | Panathinaikos Athlitikos Omilos | Olympiakos SFP                  | Aris Thessaloníki               |              |              |
| 1984-85 mer information                                     | Panathinaikos Athlitikos Omilos | Olympiakos SFP                  | Aris Thessaloníki               |              |              |
| 1985-86 mer information                                     | Panathinaikos Athlitikos Omilos | Olympiakos SFP                  | Aris Thessaloníki               |              |              |
| 1986-87 mer information                                     | Olympiakos SFP                  | Panathinaikos Athlitikos Omilos | Aris Thessaloníki               |              |              |
| 1987-88 mer information                                     | Olympiakos SFP                  | Panathinaikos Athlitikos Omilos | Aris Thessaloníki               |              |              |
| 1988-89 mer information                                     | Olympiakos SFP                  | Panathinaikos Athlitikos Omilos | GS Iraklis                      |              |              |
| 1989-90 mer information                                     | Olympiakos SFP                  | Panathinaikos Athlitikos Omilos | AC Orestias                     |              |              |
| Mellan 1990 och 2010 kallades serien A1 Ethnikī             |                                 |                                 |                                 |              |              |
| 1990-91 mer information                                     | Olympiakos SFP                  | Panathinaikos Athlitikos Omilos | Aris Thessaloníki               |              |              |
| 1991-92 mer information                                     | Olympiakos SFP                  | Panathinaikos Athlitikos Omilos | Aris Thessaloníki               |              |              |
| 1992-93 mer information                                     | Olympiakos SFP                  | AC Orestias                     | Aris Thessaloníki               |              |              |
| 1993-94 mer information                                     | Olympiakos SFP                  | Aris Thessaloníki               | AC Orestias                     |              |              |
| 1994-95 mer information                                     | Panathinaikos Athlitikos Omilos | Olympiakos SFP                  | AC Orestias                     |              |              |
| 1995-96 mer information                                     | Panathinaikos Athlitikos Omilos | Aris Thessaloníki               | AC Orestias                     |              |              |
| 1996-97 mer information                                     | Aris Thessaloníki               | AC Orestias                     | Olympiakos SFP                  |              |              |
| 1997-98 mer information                                     | Olympiakos SFP                  | AC Orestias                     | Aris Thessaloníki               |              |              |
| 1998-99 mer information                                     | Olympiakos SFP                  | GS Iraklis                      | AC Orestias                     |              |              |
| 1999-00 mer information                                     | Olympiakos SFP                  | GS Iraklis                      | AC Orestias                     |              |              |
| 2000-01 mer information                                     | Olympiakos SFP                  | GS Iraklis                      | Panathinaikos Athlitikos Omilos |              |              |
| 2001-02 mer information                                     | GS Iraklis                      | Olympiakos SFP                  | Panathinaikos Athlitikos Omilos |              |              |
| 2002-03 mer information                                     | Olympiakos SFP                  | GS Iraklis                      | Panathinaikos Athlitikos Omilos |              |              |
| 2003-04 mer information                                     | Panathinaikos Athlitikos Omilos | Olympiakos SFP                  | GS Iraklis                      |              |              |
| 2004-05 mer information                                     | GS Iraklis                      | Olympiakos SFP                  | Panathinaikos Athlitikos Omilos |              |              |
| 2005-06 mer information                                     | Panathinaikos Athlitikos Omilos | GS Iraklis                      | Olympiakos SFP                  |              |              |
| 2006-07 mer information                                     | GS Iraklis                      | Panathinaikos Athlitikos Omilos | Olympiakos SFP                  |              |              |
| 2007-08 mer information                                     | GS Iraklis                      | Panathinaikos Athlitikos Omilos | Olympiakos SFP                  |              |              |
| 2008-09 mer information                                     | Olympiakos SFP                  | Panathinaikos Athlitikos Omilos | EA Patras                       |              |              |
| 2009-10 mer information                                     | Olympiakos SFP                  | Panathinaikos Athlitikos Omilos | Aris Thessaloníki               |              |              |
| Sedan 2010 kallas serien Volley League                      |                                 |                                 |                                 |              |              |
| 2010-11 mer information                                     | Olympiakos SFP                  | GS Iraklis                      | Panathinaikos Athlitikos Omilos |              |              |
| 2011-12 mer information                                     | GS Iraklis                      | Foinikas Syros                  | GAS Pamvochaïkos                |              |              |
| 2012-13 mer information                                     | Olympiakos SFP                  | GAS Pamvochaïkos                | PAOK                            |              |              |
| 2013-14 mer information                                     | Olympiakos SFP                  | MGSE Alexandroupolīs            | AOP Kīfisias                    |              |              |
| 2014-15 mer information                                     | PAOK                            | Olympiakos SFP                  | Foinikas Syros                  |              |              |
| 2015-16 mer information                                     | PAOK                            | Foinikas Syros                  | Olympiakos SFP                  |              |              |
| 2016-17 mer information                                     | PAOK                            | Olympiakos SFP                  | Panathinaikos Athlitikos Omilos |              |              |
| 2017-18 mer information                                     | Olympiakos SFP                  | PAOK                            | Foinikas Syros                  |              |              |
| 2018-19 mer information                                     | Olympiakos SFP                  | PAOK                            | Foinikas Syros                  |              |              |
| 2019-20 mer information                                     | Panathinaikos Athlitikos Omilos | Olympiakos SFP                  | PAOK                            |              |              |
| 2020-21 mer information                                     | Olympiakos SFP                  | Foinikas Syros                  | Panathinaikos Athlitikos Omilos |              |              |
| 2021-22 mer information                                     | Panathinaikos Athlitikos Omilos | Olympiakos SFP                  | Foinikas Syros                  |              |              |
| 2022-23 mer information                                     | Olympiakos SFP                  | PAOK                            | Panathinaikos Athlitikos Omilos |              |              |
| 2023-24 mer information                                     | Olympiakos SFP                  | Panathinaikos Athlitikos Omilos | AONS Milon                      |              |              |

## Resultat per klubb
| Lag                             | Antal titlar | Säsong |
| ------------------------------- | ------------ | --- |
| Olympiakos SFP                  | 32           | 1968, 1968-69, 1973-74, 1975-76, 1977-78, 1978-79, 1979-80, 1980-81, 1982-83, 1986-87, 1987-88, 1988-89, 1989-90, 1990-91, 1991-92, 1992-93, 1993-94, 1997-98, 1998-99, 1999-00, 2000-01, 2002-03, 2008-09, 2009-10, 2010-11, 2012-13, 2013-14, 2017-18, 2018-19, 2020–21, 2022-23, 2023-24 |
| Panathinaikos Athlitikos Omilos | 20           | 1963, 1965, 1966, 1967, 1969-70, 1970-71, 1971-72, 1972-73, 1974-75, 1976-77, 1981-82, 1983-84, 1984-85, 1985-86, 1994-95, 1995-96, 2003-04, 2005-06, 2019-20, 2021-22 |
| Panellinios GS                  | 6            | 1936, 1937, 1939, 1940, 1944, 1961 |
| GS Iraklis                      | 5            | 2001-02, 2004-05, 2006-07, 2007-08, 2011-12 |
| PAOK                            | 3            | 2014-15, 2015-16, 2016-17 |
| AONS Milon                      | 2            | 1962, 1964 |
| EA Patras                       | 1            | 1938 |
| Aris Thessaloníki               | 1            | 1996-97 |